# José Miguel de Rivera Saravia
José Miguel de Rivera Saravia (Ciudad de México, 1680 – Ibídem, 1739) fue un arquitecto y maestro de carpintería novohispano de principios del siglo XVIII, y es considerado uno de los precursores en México del estilo churrigueresco.

## Biografía
De sus principales obras destacan el Colegio de las Vizcaínas, considerado su obra maestra, así como la remodelación del palacio del arzobispado, el cual fue el primer edificio de la ciudad donde se usaron estípites en la fachada. Realizó la planta y dirigió la primera etapa de construcción del convento del desierto de los leones, para sustituir el que había construido  Fray Andrés de San Miguel a principios del siglo XVII
 y en 1725 remodeló el templo franciscano de San Matías en  Iztacalco, el cual databa del siglo XVI y en el cual también hizo uso de estípites en la fachada. Finalmente realizó los planos para la Iglesia del Carmen de la Ciudad de México, cuya construcción fue dirigida a su muerte por el arquitecto José Eduardo de Herrera hasta su conclusión en octubre de 1742.

## Obras destacadas
- Colegio de las Vizcaínas
- Convento carmelita del desierto de los leones
- Palacio del Arzobispado
- Capillas del calvario y de san Antonio en el Convento de San Francisco de la Ciudad de México.[3]
- Templo de San Matías de Iztacalco
- Iglesia del Carmen (destruida)
- convento carmelita de la concepción de Toluca [4]

## Galería
|                          |
| Colegio de las Vizcaínas |

|                                        |
| Ex-convento del Desierto de los Leones |

|                                 |
| Antiguo palacio del Arzobispado |

|                                       |
| Capilla del calvario y de San Antonio |

|                                   |
| Templo de San Matías de Iztacalco |

|                               |
| Convento del Carmen de Toluca |